# Jan Leitner
Jan Leitner (ur. 14 września 1953 w Znojmie) – były czeski lekkoatleta reprezentujący Czechosłowację, skoczek w dal, halowy mistrz świata i Europy.
Na mistrzostwach Europy w 1978 w Pradze był jedenasty. Zajął 5. miejsce na halowych mistrzostwach Europy w 1979 w Wiedniu. Startował na igrzyskach olimpijskich w 1980 w Moskwie, ale odpadł w eliminacjach. Na halowych mistrzostwach Europy w 1981 w Grenoble zajął 12. miejsce. Rok później w Mediolanie w 1982 był czwarty. Na mistrzostwach Europy w 1982 w Atenach zdobył brązowy medal. Na mistrzostwach świata w 1983 w Helsinkach zajął 10. miejsce.
Zwyciężył na halowych mistrzostwach Europy w 1984 w Göteborgu skokiem na odległość 7,96. Rok później w Pireusie w 1985 skoczył co prawda 8,13 m, ale wystarczyło to tylko na 4. miejsce. Na światowych igrzyskach halowych w Paryżu w tym samym roku zwyciężył skokiem na 7,96 m. Na halowych mistrzostwach Europy w 1986 w Madrycie zdobył brązowy medal (8,17 m – najlepszy wynik w karierze).
Był dziesięciokrotnym mistrzem Czechosłowacji na otwartym stadionie (1975–1982, 1984 i 1985) i pięciokrotnym w hali (1979, 1981, 1982, 1985, i 1986). Czterokrotny rekordzista kraju w skoku w dal do wyniku 8,10 m,uzyskanego 4 czerwca 1982 w Bratysławie.